# Terminator notabilis
Terminator notabilis är en stekelart som beskrevs av Humala 2007. Terminator notabilis ingår i släktet Terminator och familjen brokparasitsteklar. Inga underarter finns listade i Catalogue of Life.